# Alinghi

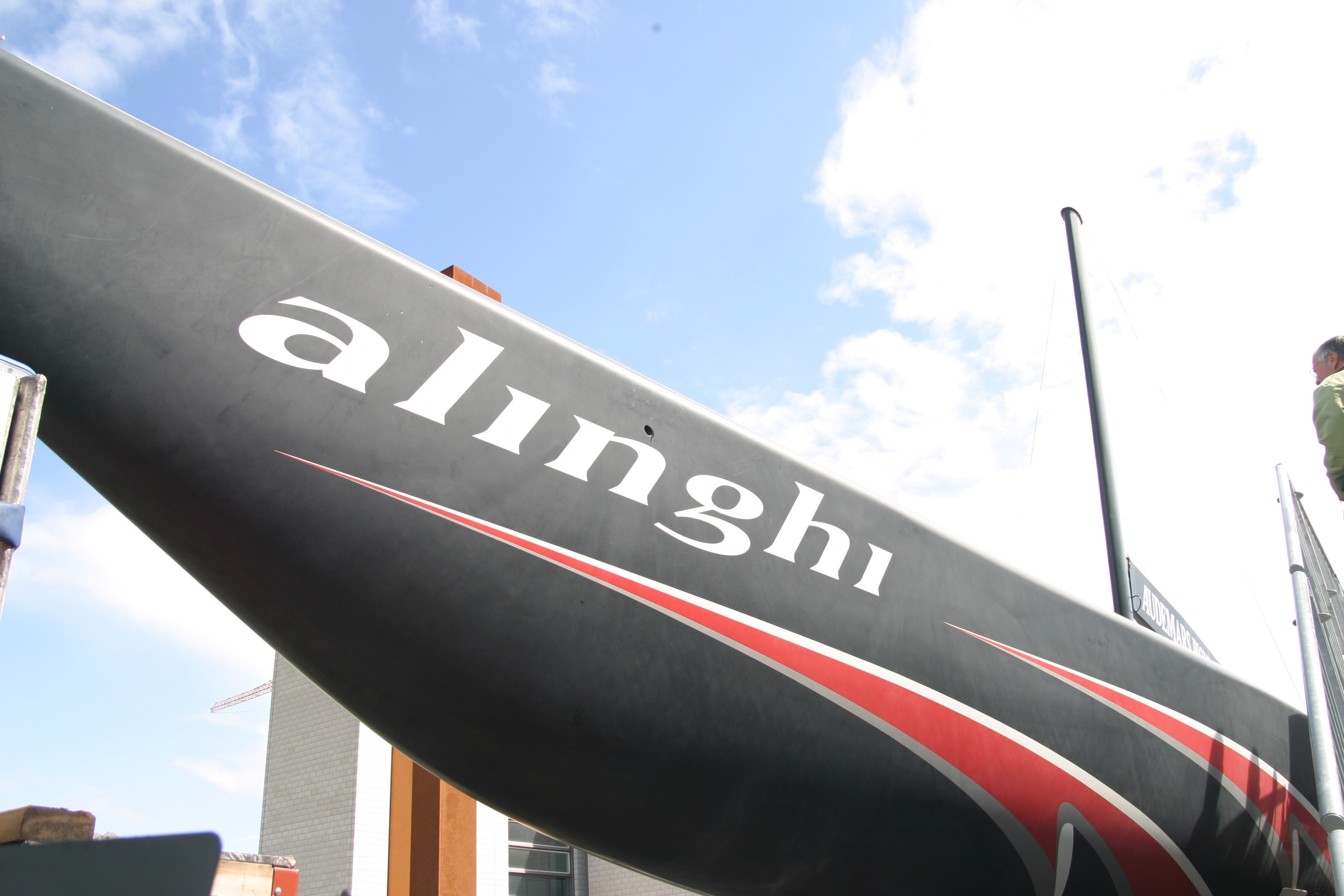

Alinghi är schweiziskt America's Cup-syndikat. Alinghis ordförande är Ernesto Bertarelli. Alinghi tävlar för Société Nautique de Genève. De vann America's Cup 2003 i Auckland, Nya Zeeland och 2007 i Valencia, Spanien. Båda gångerna mot Team New Zealand.

## Båtar
- Alinghi I (IACC SUI 64) - vinnarbåt 2003
- Alinghi II (IACC SUI 75) - träningsbåt 2003